# Eddie Adams
Edward Thomas Adams, detto Eddie (New Kensington, 12 giugno 1933 – New York, 19 settembre 2004), è stato un fotoreporter statunitense, vincitore del premio Pulitzer. Fu a lungo fotografo di guerra, e con i suoi reportage coprì 13 conflitti. Fece anche ritratti a politici e personalità del mondo dello spettacolo.
Nel 2009 è stato realizzato un documentario sulla sua vita, "An Unlikely Weapon" diretto da Susan Morgan.

## Fotografo di guerra
Adams fu Marine durante la guerra di Corea, con il ruolo di fotografo di guerra. Uno dei suoi compiti era quello di fotografare tutta la Zona demilitarizzata coreana da parte a parte, immediatamente dopo la guerra. Per portare a termine questo incarico ci mise più di un mese.

## Fotografia vincitrice del premio Pulitzer

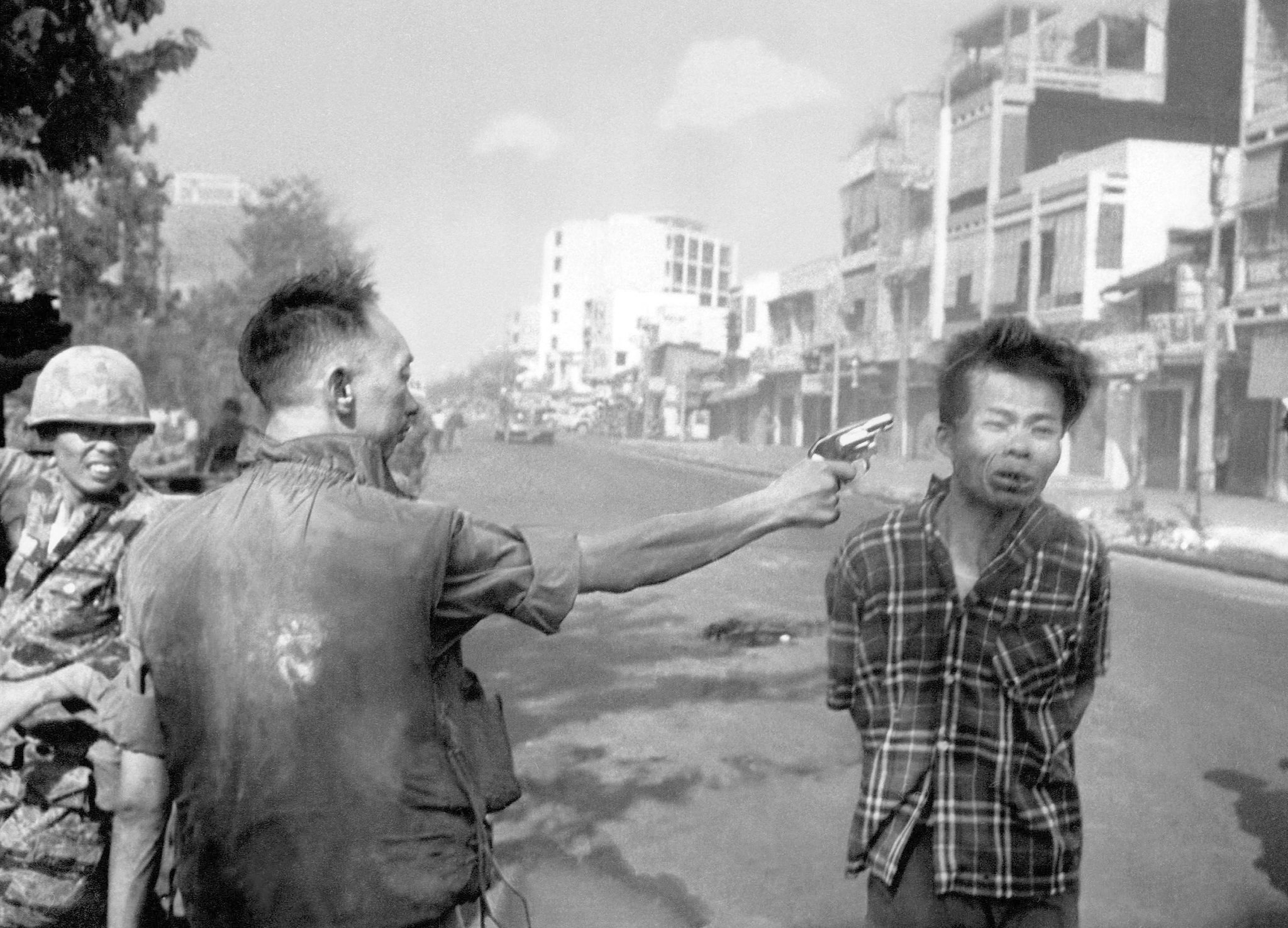
La foto che ottenne il Premio Pulitzer nel 1969

Durante il suo reportage sulla guerra in Vietnam per la Associated Press scattò la sua fotografia più conosciuta, dove ritrae l'esecuzione di un prigioniero Vietcong, Nguyễn Văn Lém, da parte del capo della polizia del Vietnam del Sud, il generale Nguyễn Ngọc Loan: l'esecuzione avviene il 1º febbraio 1968 a Saigon, in mezzo alla strada, durante le prime fasi della offensiva del Têt. Con essa vinse il premio Pulitzer per la fotografia 1969 e il premio World Press Photo, ma tempo dopo avrà da dolersi per la notorietà acquisita da questa foto.
Su Nguyen Ngoc Loan e sulla propria famosa fotografia, Adams scrisse sul Time:
Tuttora le fotografie sono le armi più potenti del mondo. La gente crede loro, ma le fotografie mentono, anche senza essere manipolate. Sono soltanto metà della verità. La cosa che la fotografia non ha detto è: 'che cosa avreste fatto voi nei panni del generale, a quell'ora, in quel posto e in quel giorno caldo, avendo catturato il cosiddetto cattivo dopo che questi ha fatto fuori uno, due o tre americani?'.»
(Eddie Adams)
Adams, dopo il clamore suscitato dalla foto, si scuserà di persona col generale Nguyen e la sua famiglia per l'irreparabile danno che causò al loro onore. Quando Nguyen morì, Adams lo chiamò "eroe" per "una giusta causa".
Adams una volta dichiarò: "Avrei preferito diventare famoso per la serie di fotografie che scattai a 48 rifugiati vietnamiti che, salpati verso la Thailandia in cerca di asilo politico su una barca di 30 piedi, vennero riportati indietro, in mare aperto, dalla Marina thailandese". Le fotografie, accompagnate da un rapporto scritto, aiutarono a persuadere il presidente statunitense Jimmy Carter riguardo alla necessità di offrire asilo ai 200 000 vietnamiti che cercavano di fuggire dal paese su barche e barconi. Con questa serie di fotografie, pubblicata nel saggio "The Boat of No Smiles" dall'Associated Press, vinse la Robert Capa Gold Medal del Overseas Press Club, nel 1977. Adams rimarcò che quest'ultima fotografia "fece qualcosa di buono e nessuno si fece male."

## Premi
Oltre al Pulitzer, Adams vinse più di 500 premi, tra cui il George Polk Award for News Photography nel 1968, 1977 e 1978. Lo hanno premiato anche World Press Photo, NPPA, Sigma Delta Chi, Overseas Press Club, e molte altre organizzazioni
Il lascito di Adams continua attraverso Barnstorm: The Eddie Adams Workshop, il laboratorio (workshop) fotografico aperto nel 1988.
Adams morì a New York per le complicazioni della sclerosi laterale amiotrofica, conosciuta anche come morbo di Lou Gehrig.

## Eddie Adams Photographic Archive
L'archivio fotografico di Eddie Adams è nato da una donazione della sua vedova, Alyssa Adams, al Dolph Briscoe Center for American History, avente sede nell'Università del Texas. L'archivio di documenti sulla sua carriera include la foto "Esecuzione a Saigon", la foto con cui vinse il Premio Pulitzer. L' Eddie Adams Photographic Archive (archiviato dall'url originale il 29 gennaio 2012), racchiuso in un edificio lungo 70 metri, include diapositive, negativi, stampe, materiali audio e video, articoli di giornale, diari, biglietti e appunti. Oltre al notevole reportage sulla guerra in Vietnam, la collezione include i suoi approfonditi lavori sui poveri in America, sui senzatetto, su Madre Teresa di Calcutta, sul Brasile, sulle società alternative, sulle dimostrazioni contro la guerra e sui disordini di piazza. Inoltre ci sono i ritratti di persone che hanno fatto la storia di quegli anni, come Ronald Reagan, Fidel Castro, Malcolm X, Clint Eastwood, Bette Davis, Bill Cosby e Jerry Lewis. A rimpinguare la collezione Adams hanno contribuito anche le donazioni di molti suoi colleghi conosciuti al Briscoe Center, tra cui David Hume Kennerly, Dirck Halstead, Wally McNamee, Diana Walker, Dick Swanson, Flip Schulke, e Cynthia Johnson.